# Anthorrhiza areolata
Anthorrhiza areolata är en måreväxtart som beskrevs av C.R.Huxley och Jebb. Anthorrhiza areolata ingår i släktet Anthorrhiza och familjen måreväxter. Inga underarter finns listade i Catalogue of Life.